# Tomáš Jan z Thun-Hohensteinu

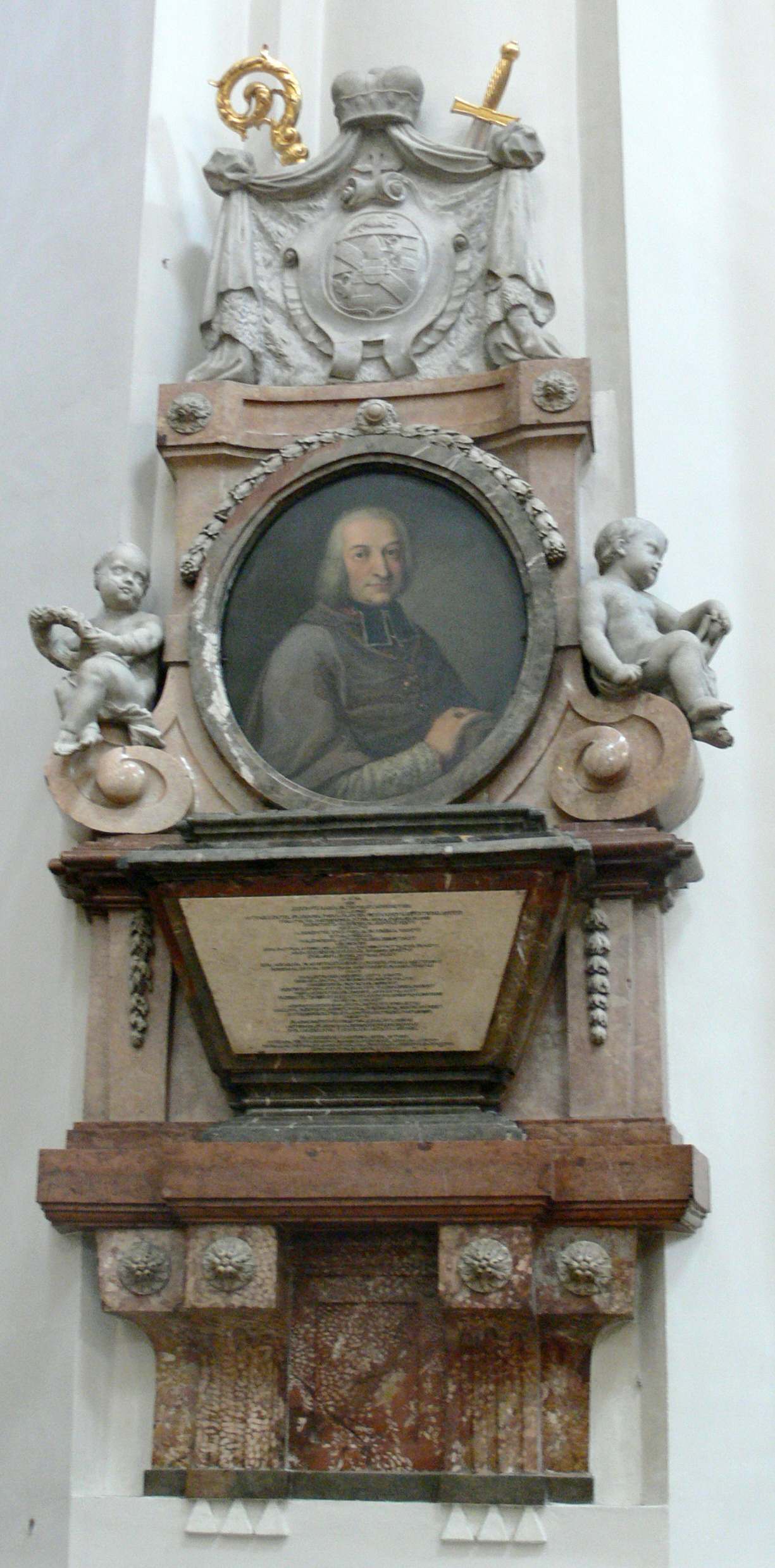
Epitaf biskupa Tomáše Jana z Thun-Hohensteinu v katedrále v Pasově

Tomáš Jan Nepomuk Kašpar hrabě z Thunu a Hohensteinu (německy Thomas Johann Nepomuk Kaspar Graf von Thun und Hohenstein, 16. května 1737 či 15. ledna 1738, Trento – 7. října 1796, Pasov) byl česko-rakouský šlechtic z rodu Thun-Hohensteinů a 72. biskup pasovské diecéze.

## Život
Narodil se jako syn kníže-biskupského dvorského maršála a říšského tajného rady a komorníka Františka Augustina Gaudentia z Castell-Thunu a jeho manželky Marie Antonie hraběnky ze Spauru.
Měl bratra Petra Michaela Vigila.
Po studiích v roce 1756 se stal kanovníkem pasovské katedrály, v roce 1766 byl jmenován předsedou dvorské rady a roku 1771 katedrálním děkanem. Teprve toho roku byl také vysvěcen na kněze.
V roce 1776 byl jmenován titulárním biskupem Thyatiry a současně působil jako pomocný biskup v Pasově za knížete-biskupa Leopolda Arnošta z Firmianu. Ten mu také 19. ledna 1777 udělil biskupské svěcení. Při správě rozsáhlé diecéze byl nejvýznamnějším spolupracovníkem knížete-biskupa a nakonec byl pověřen řízení politických záležitostí.
Po Firmianově smrti ho v biskupské volbě v roce 1783 porazil Josef František Antonín z Auerspergu. Tomáš Jan od té doby byl vůdcem konzervativního tábora katedrální kapituly. Po Auerspergově smrti 21. srpna 1795 jej katedrální kapitula 4. listopadu téhož roku zvolila pasovským biskupem.
Během své krátké vlády prosazoval rozšíření pivovaru Hacklberg a Holztrift na Ilzi i pasovské porcelánky.
Po pouhých 11 měsících a 4 dnech vlády zemřel na následky pádu z koně při vyjížďce na Hacklberg.